# Krim-Kongo-Hämorrhagisches-Fieber-Virus
Das Krim-Kongo-Fieber-Virus (Krim-Kongo-Hämorrhagisches-Fieber-Virus, CCHFV, auch CCFV), Spezies Krim-Kongo-Hämorrhagisches-Fieber-Orthonairovirus, ist ein zu den Orthonairoviren (Familie Nairoviridae, teil. früher Orthonairoviridae) zählendes, 80–120 nm großes RNA-Virus mit helikalem Kapsid. Das Virus verursacht das Krim-Kongo-Fieber (CCHF).
Die Übertragung erfolgt durch Zecken. Die Inkubationszeit liegt zwischen drei und neun Tagen. Die Übertragbarkeit durch direkten Kontakt mit Blut und Körperflüssigkeiten beginnt fünf bis sechs Tage nach der Infektion.

## Hazara-Virus
Das Hazara-Virus (HAZV), früher als nächster Verwandter des CCHFV gehandelt, gehört zur Spezies Hazara-Orthonairovirus der gleichen Gattung.

## Systematik
Die Aufteilung in verschiedene Spezies folgt der International Committee on Taxonomy of Viruses (ICTV) Master Species List (MSL) #33 vom November 2018 (auszugsweise):
- Gattung Orthonairovirus
  - Spezies Krim-Kongo-Hämorrhagisches-Fieber-Orthonairovirus (en. Crimean-Congo hemorrhagic fever orthonairovirus, CCHFV, auch CCFV)
    - Krim-Kongo-Fieber-Virus AP92[3]
    - Krim-Kongo-Fieber-Virus IbAr10200[3]
    - Krim-Kongo-Fieber-Virus C68031[4]

  - Spezies Hazara-Orthonairovirus (en. Hazara orthonairovirus)
    - Hazara-Virus (en. Hazara virus, HAZV)
    - Tofla-Virus (en. Tofla virus, TFLV)

  - Spezies Nairobi-Schafkrankheit-Ornithonairovirus (en. Nairobi sheep disease orthonairovirus)
    - Nairobi-Schafkrankheit-Virus (en. Nairobi sheep disease virus, NSDV, inklusive Ganjam-Virus)

  - Spezies Qalyub-Orthonairovirus (en. Qalyub orthonairovirus)
    - Qalyub-Virus